# Tesson (Charente-Maritime)
Pour les articles homonymes, voir Tesson.
Tesson est une commune du sud-ouest de la France, située dans le département de la Charente-Maritime (région Nouvelle-Aquitaine).
Ses habitants sont appelés les Tessonnais et les Tessonnaises.

## Géographie
La commune de Tesson se situe dans le centre du département de la Charente-Maritime, en région Nouvelle-Aquitaine, dans l'ancienne province de Saintonge.
Appartenant au midi de la France - on parle parfois de « midi atlantique » -, au cœur de l'arc atlantique, elle est partie intégrante du Grand Sud-Ouest français, et est parfois également incluse dans un Grand Ouest aux contours plus flous.

### Communes limitrophes
|       | Thénac                     | Préguillac      |
| Rioux | Tesson                     | Berneuil        |
|       | Saint-Simon-de-Pellouaille | Villars-en-Pons |

## Urbanisme

### Typologie
Au 1er janvier 2024, Tesson est catégorisée commune rurale à habitat dispersé, selon la nouvelle grille communale de densité à 7 niveaux définie par l'Insee en 2022.
Elle est située hors unité urbaine. Par ailleurs la commune fait partie de l'aire d'attraction de Saintes, dont elle est une commune de la couronne,. Cette aire, qui regroupe 62 communes, est catégorisée dans les aires de 50 000 à moins de 200 000 habitants,.

### Occupation des sols
L'occupation des sols de la commune, telle qu'elle ressort de la base de données européenne d’occupation biophysique des sols Corine Land Cover (CLC), est marquée par l'importance des territoires agricoles (84,3 % en 2018), une proportion sensiblement équivalente à celle de 1990 (84 %). La répartition détaillée en 2018 est la suivante : 
terres arables (40,3 %), zones agricoles hétérogènes (27,2 %), cultures permanentes (16,8 %), forêts (11,2 %), zones urbanisées (4,5 %). L'évolution de l’occupation des sols de la commune et de ses infrastructures peut être observée sur les différentes représentations cartographiques du territoire : la carte de Cassini (XVIIIe siècle), la carte d'état-major (1820-1866) et les cartes ou photos aériennes de l'IGN pour la période actuelle (1950 à aujourd'hui).

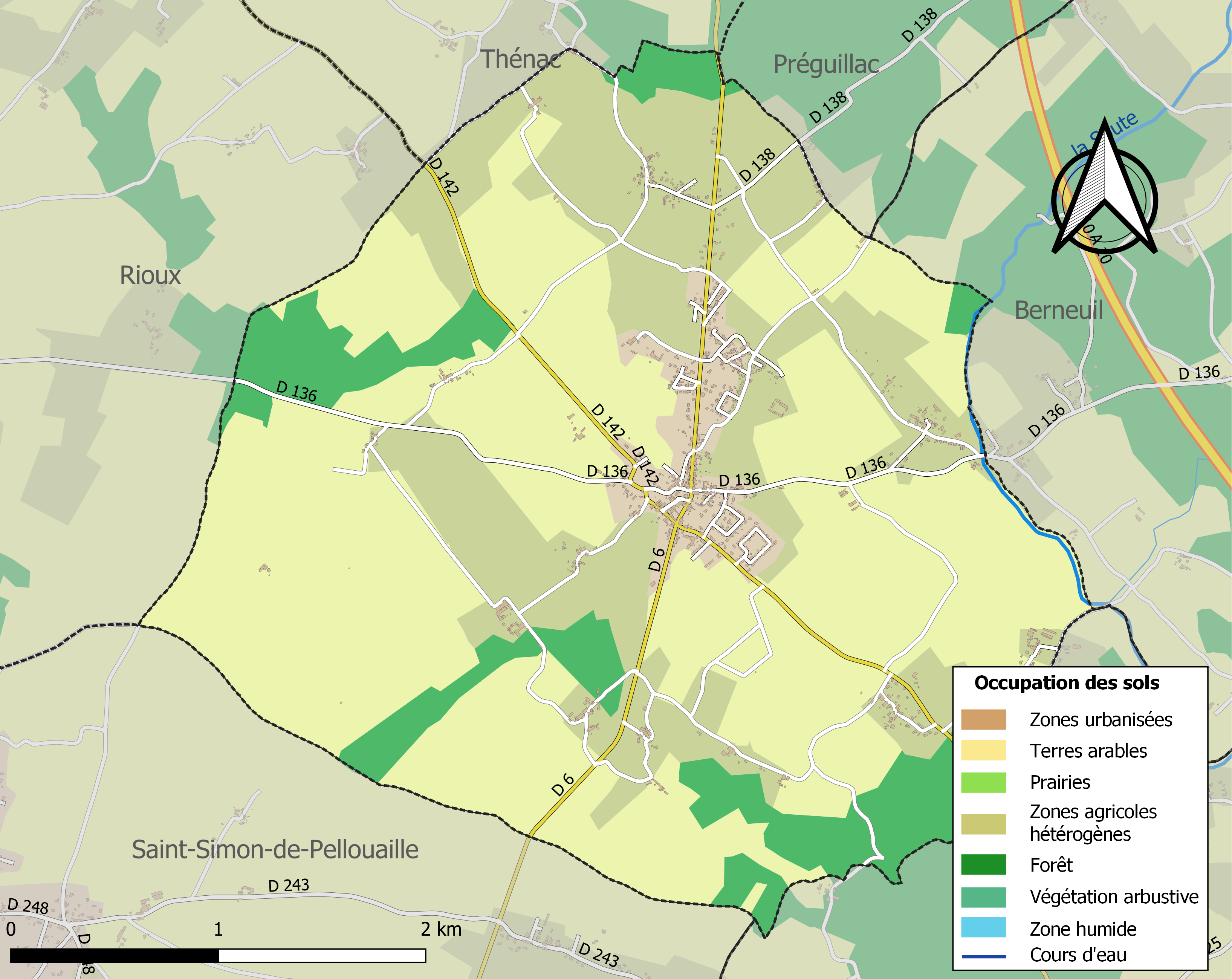
Carte des infrastructures et de l'occupation des sols de la commune en 2018 (CLC).

### Risques majeurs
Le territoire de la commune de Tesson est vulnérable à différents aléas naturels : météorologiques (tempête, orage, neige, grand froid, canicule ou sécheresse), mouvements de terrains et séisme (sismicité faible). Il est également exposé à un risque technologique,  le transport de matières dangereuses. Un site publié par le BRGM permet d'évaluer simplement et rapidement les risques d'un bien localisé soit par son adresse soit par le numéro de sa parcelle.

#### Risques naturels

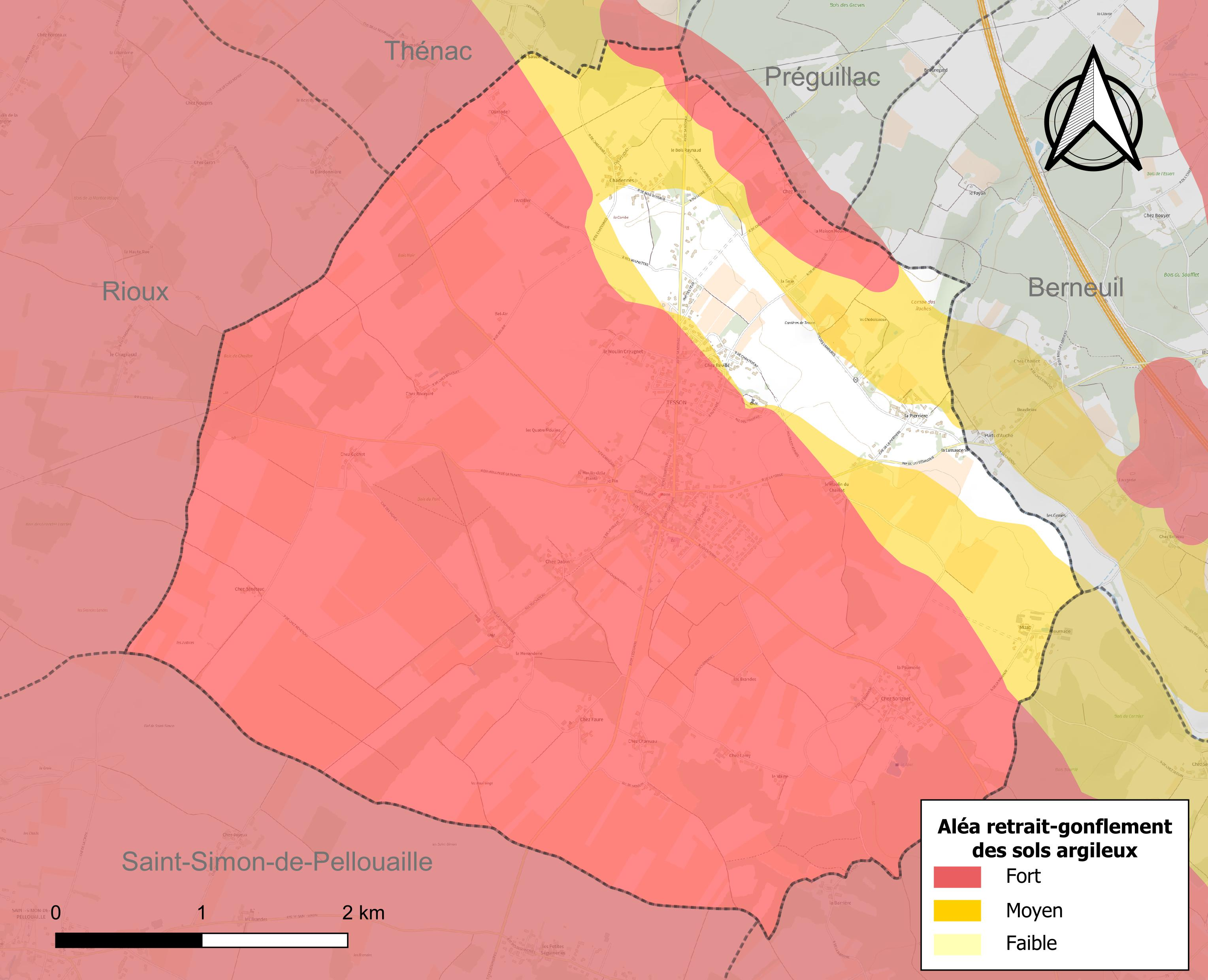
Carte des zones d'aléa retrait-gonflement des sols argileux de Tesson.

Les mouvements de terrains susceptibles de se produire sur la commune sont des affaissements et effondrements liés aux cavités souterraines (hors mines) et des tassements différentiels. Par ailleurs, afin de mieux appréhender le risque d’affaissement de terrain, l'inventaire national des cavités souterraines permet de localiser celles situées sur la commune.
Le retrait-gonflement des sols argileux est susceptible d'engendrer des dommages importants aux bâtiments en cas d’alternance de périodes de sécheresse et de pluie. 92,3 % de la superficie communale est en aléa moyen ou fort (54,2 % au niveau départemental et 48,5 % au niveau national). Sur les 543 bâtiments dénombrés sur la commune en 2019,  456 sont en aléa moyen ou fort, soit 84 %, à comparer aux 57 % au niveau départemental et 54 % au niveau national. Une cartographie de l'exposition du territoire national au retrait gonflement des sols argileux est disponible sur le site du BRGM,.
Par ailleurs, afin de mieux appréhender le risque d’affaissement de terrain, l'inventaire national des cavités souterraines permet de localiser celles situées sur la commune.
La commune a été reconnue en état de catastrophe naturelle au titre des dommages causés par les inondations et coulées de boue survenues en 1982, 1988, 1999 et 2010. Concernant les mouvements de terrains, la commune a été reconnue en état de catastrophe naturelle au titre des dommages causés par la sécheresse en 2003 et 2009 et par des mouvements de terrain en 1999 et 2010.

#### Risques technologiques
Le risque de transport de matières dangereuses sur la commune est lié à sa traversée par une ou des infrastructures routières ou ferroviaires importantes ou la présence d'une canalisation de transport d'hydrocarbures. Un accident se produisant sur de telles infrastructures est susceptible d’avoir des effets graves sur les biens, les personnes ou l'environnement, selon la nature du matériau transporté. Des dispositions d’urbanisme peuvent être préconisées en conséquence.

## Toponymie
Le nom de la localité est attesté sous les formes Tecione, Tectione et Tezone entre 1085 et 1095 (chartes en latin de l’abbaye de Saint Florent, près de Saumur), Thessac (liste des paroisses de l’archiprêtré de Pons du diocèse de Saintes figurant dans les pouillés (inventaire de bénéfices ecclésiastiques) de 1648 et 1683).
Il s'agit d'une formation toponymique gallo-romane, basée sur le gaulois tasgos, tascos, taxos « blaireau » continué par le bas latin taxo, ionis « blaireau » et l'ancien français taisson ou tesson, dont le dérivé taxonaria a donné tasnière, taisnière, puis tanière en français moderne. Il est suivi du suffixe de présence gallo-roman -ŌNE, d'où une forme initiale gallo-romane *TAXIONE, ayant régulièrement évolué en Tesson. Les premiers habitats se seraient donc édifiés dans un endroit où des blaireaux avaient coutume d'aménager leurs tanières.
Il existe cependant une hypothèse alternative qui considère que le toponyme Tesson est le nom d'une ancienne villa gallo-romaine appartenant à un certain Tessius ou Thessius; suivi du même suffixe gallo-roman de présence -ŌNE, d’où en bas latin Tessione(m) « domaine de Tessius ».
En revanche, les toponymistes ne prennent pas en compte la forme rapportée Thessiac qu'ils considèrent sans doute comme fautive ou se rapportant à un autre lieu.

## Histoire

### Antiquité
Situé sur la route du bronze entre Merpins (près de Cognac) et la côte atlantique, le territoire actuel de la commune de Tesson a été habité depuis une longue période. Dans le hameau le Maine au lieu-dit les Bouillées ont été découverts en 1876 des éléments d'une tombe à char avec des armes et outils préhistoriques, dont un poignard anthropoïde d’apparat (le haut de la poignée a la forme d’un corps humain) datant de 150 av. J.-C. Il est conservé au musée d’archéologie nationale de Saint-Germain-en-Laye.

### Moyen Âge
Le village est situé sur la route des pèlerinages de Saint Jacques de Compostelle. Deux étranges sculptures en haut relief figurant, l’une un pèlerin, l’autre un brigand armé d’une hache, des deux côtés du fronton de l’église romane du village (édifiée à la deuxième moitié du XIIe siècle) rappellent cette époque.

### Temps Modernes
Au début du XVIe siècle, la seigneurie de Tesson appartint à la famille Gombaud, puis passa aux Brémond puis aux Guinot.
Tesson connaît au XVIIIe siècle une renommée lorsque Étienne Guinot, seigneur de Tesson, titré marquis de Monconseil en 1729, lieutenant général des armées du Roi en 1748, se retira sur ses terres en 1760 après une belle carrière militaire. Il y (re)construit l’un des plus beaux châteaux de la région  saintongeaise, démoli au XIXe siècle, et fit édifier dans le bourg des halles, toujours visibles, afin que Tesson puisse accueillir des foires et des marchés, ainsi qu’un hospice.

### Epoque Contemporaine
C’est au XVIIIe siècle aussi que débute l’exploitation des carrières. La belle pierre de taille de Tesson, très réputée et utilisée pour la construction notamment de maisons et demeures dans la commune et loin ailleurs dans le département, connut longtemps une activité florissante. L’exploitation cessa en 1960 et la rue, ou route, des Carrières permet d’en retrouver la trace des entrées.
Tesson profite au XIXe siècle du développement de la production des eaux de vie de Cognac, en particulier sous le Second Empire. Plusieurs belles maisons de maître du bourg et de fermes excentrées datent de ce siècle. En contrepartie la surface consacrée à l’exploitation des céréales diminue et, du fait aussi, évidemment, de la concurrence des minoteries industrielles, les nombreux moulins à vent (14 dénombrés en 1820), dont l’emplacement est reflété dans la toponymie de plusieurs lieux-dits de la commune, sont désaffectés voire pour la plupart détruits. Il n’en subsiste que deux.
Au début de la Troisième République, Tesson, qui a atteint un pic démographique en 1866 (762 habitants, contre 573 en 1806), souffre, comme les autres communes viticoles des Charentes, de l’impact sur l'exode rural de la crise du phylloxéra (1875). Touchée aussi dans sa jeune population par les victimes de la Première Guerre mondiale, elle ne dépassera le niveau démographique de 1866 qu’à la fin des années 1980.
L’ouverture de la ligne de chemin de fer Saintes-Mortagne-sur-Gironde en 1894 qui traverse le bourg - avec un arrêt (face à la boulangerie actuelle) qui était encore visible jusqu’aux années 2000 - fut néanmoins un élément positif qui rapproche le bourg de Saintes. La ligne sera fermée en 1947.
En 1938 la commune est incluse dans l’aire de production du cru dit Fins Bois de la région délimitée pour la production du cognac, par le décret du 13 janvier 1938 qui a entériné les aires des six crus de cognac en fonction des caractéristiques des sols, ce qui marque un avantage comparatif pour Tesson par rapport à des communes voisines plus à l’ouest ou plus au sud qui sont seulement dans l’aire Bons Bois.
Depuis le début des années 1980 la commune connaît un regain démographique grâce au maintien ou à la création de commerces et services (boulangerie, boucherie, restaurant, épicerie multiservices…) et à de nouveaux lotissements et constructions individuelles qui lui permettent de profiter notamment de la proximité de la ville de Saintes. En 2008, elle franchit le seuil des 1 000 habitants.

## Administration

### Liste des maires

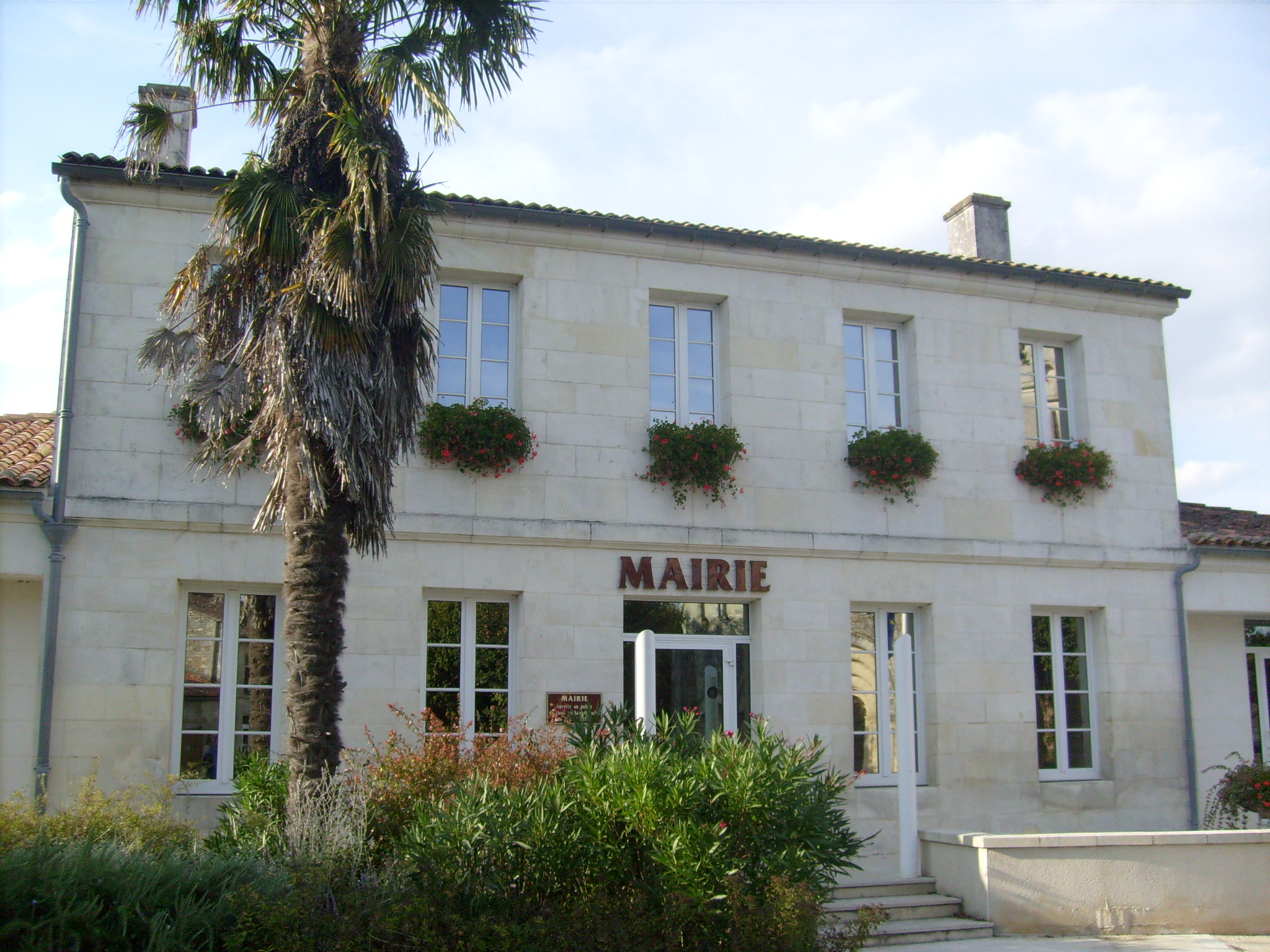
Mairie.

| Période                                  | Période  | Identité         | Étiquette | Qualité           |
| ---------------------------------------- | -------- | ---------------- | --------- | ----------------- |
| Les données manquantes sont à compléter. |          |                  |           |                   |
| 1977                                     | 2014     | Guy Boireaud     | DVG       |                   |
| 2014                                     | 2020     | Gérard Bouton    | DVG       | Retraité          |
| 2020                                     | En cours | Laurent Morichon | SE        | Chef d'entreprise |

### Région
À la suite de la réforme administrative de 2014 ramenant le nombre de régions de France métropolitaine de 22 à 13, la commune appartient depuis le 1er janvier 2016 à la région Nouvelle-Aquitaine, dont la capitale est Bordeaux. De 1972 au 31 décembre 2015, elle a appartenu à la région Poitou-Charentes, dont le chef-lieu était Poitiers.

## Démographie
L'évolution du nombre d'habitants est connue à travers les recensements de la population effectués dans la commune depuis 1793. Pour les communes de moins de 10 000 habitants, une enquête de recensement portant sur toute la population est réalisée tous les cinq ans, les populations de référence des années intermédiaires étant quant à elles estimées par interpolation ou extrapolation. Pour la commune, le premier recensement exhaustif entrant dans le cadre du nouveau dispositif a été réalisé en 2008.

En 2022, la commune comptait 1 144 habitants, en évolution de +9,47 % par rapport à 2016 (Charente-Maritime : +4,04 %, France hors Mayotte : +2,11 %).
| 1793 | 1800 | 1806 | 1821 | 1831 | 1836 | 1841 | 1846 | 1851 |
| ---- | ---- | ---- | ---- | ---- | ---- | ---- | ---- | ---- |
| 716  | 643  | 573  | 643  | 638  | 632  | 643  | 657  | 681  |

| 1856 | 1861 | 1866 | 1872 | 1876 | 1881 | 1886 | 1891 | 1896 |
| ---- | ---- | ---- | ---- | ---- | ---- | ---- | ---- | ---- |
| 663  | 727  | 762  | 707  | 717  | 721  | 694  | 651  | 673  |

| 1901 | 1906 | 1911 | 1921 | 1926 | 1931 | 1936 | 1946 | 1954 |
| ---- | ---- | ---- | ---- | ---- | ---- | ---- | ---- | ---- |
| 672  | 683  | 645  | 561  | 550  | 603  | 601  | 584  | 566  |

| 1962 | 1968 | 1975 | 1982 | 1990 | 1999 | 2006 | 2008  | 2013 |
| ---- | ---- | ---- | ---- | ---- | ---- | ---- | ----- | ---- |
| 560  | 557  | 546  | 705  | 758  | 812  | 966  | 1 010 | 995  |

| 2018  | 2022  | - | - | - | - | - | - | - |
| ----- | ----- | - | - | - | - | - | - | - |
| 1 105 | 1 144 | - | - | - | - | - | - | - |

## Personnalités liées à la commune
- Le marquis Étienne Louis Antoine Guinot de Monconseil (1695-1782)[23], seigneur de Tesson, ainsi que de Thénac, Courcoury et Rioux, fut l'un des plus illustres Saintongeais du XVIIIe siècle.

Il eut une brillante carrière militaire qui le mena jusqu'au grade de Lieutenant général des armées du Roi. Les intrigues et amitiés de son épouse à la Cour y eurent aussi leur part. Il se retira sur ses terres à Tesson et dans son hôtel particulier à Saintes (l'hiver) à partir de 1763. Mais il avait auparavant fait construire à Tesson, depuis 1735, ce qui était considéré comme l'un des plus magnifiques châteaux de la Saintonge.
Il consacra la fin de sa vie à plusieurs œuvres charitables et fondations pieuses. En 1773 il décida ainsi d’établir des foires et des marchés à Tesson sous une halle qu’il fit bâtir à cet effet avec ses deniers ; il acheta une maison pour servir de presbytère et loger le vicaire. En 1777, il fonda enfin au bourg de Tesson une maison de charité (ancien hospice) pour procurer aux pauvres habitant ses terres de Tesson, Rioux, Thénac et Courcoury, « les secours dont ils manquent dans leurs maladies ».
Il mourut au château de Tesson le 14 octobre 1782 à 10 heures du matin. L’enterrement eut lieu le lendemain et il fut inhumé dans l’église de Tesson, dans la petite chapelle de transept, au sud, consacrée à Notre Dame. C’est à l’une des filles du Marquis, la Princesse d’Hénin (1750-1824), que l’on doit la plaque commémorative de marbre blanc sous une croix noire qui se trouve sur le mur est du transept de l’église de Tesson. Elle fut apposée le 15 octobre 1807, soit 25 ans après l’inhumation du marquis. Elle commanda cette plaque lors d’un passage à Tesson où elle s’était arrêtée en compagnie de Gérard de Lally-Tollendal, (1751-1830) fils légitimé de Lally-Tollendal, cet officier français d’origine irlandaise rendu responsable de la défaite française à Pondichéry en janvier 1761, condamné à mort à la suite d'un procès contesté, sans doute inique, puis exécuté en 1766. La Princesse et Gérard de Lally étaient amants et amis depuis longtemps. La plaque évoque les bienfaits de Monconseil au cours de sa vieillesse édifiante mais sans le nommer, « car son testament le défendait ».
La place située entre la mairie et l'église porte son nom.
- L'Abbé Richard (1822-1882), né et enterré à Tesson, qui connut la célébrité en France et en Europe comme sourcier en se revendiquant le successeur de l’Abbé Paramelle.
- L'Abbé Gaston Gaveau (1871-1949), curé de Tesson de 1909 à 1949, compositeur à ses heures de musique pour orgue[24] .

## Monuments et lieux remarquables

### L'église Saint-Grégoire

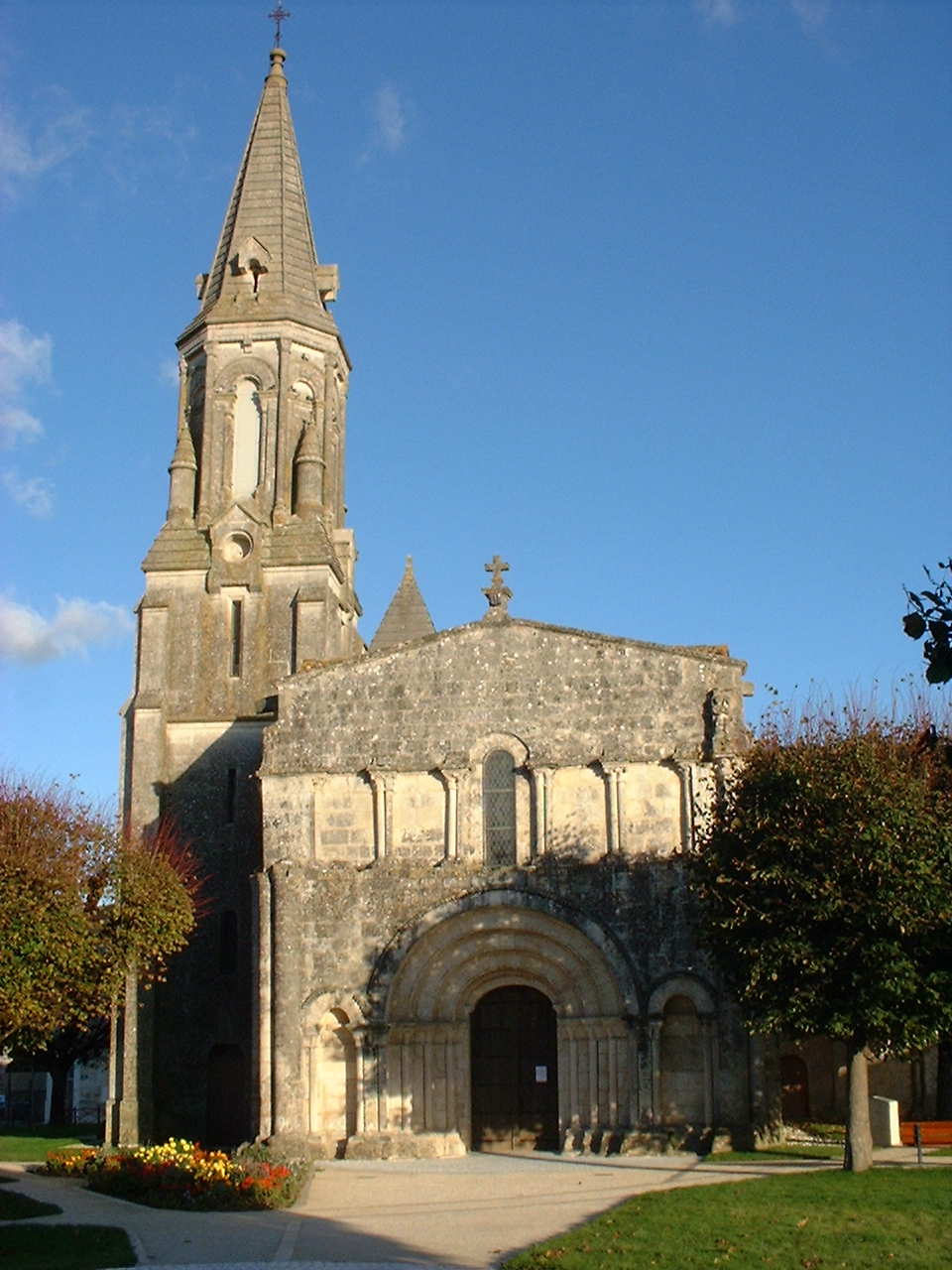
Église Saint-Grégoire.

Illustrant la transition entre l'art roman et le gothique en Saintonge, l'Église Saint-Grégoire de Tesson actuelle fut édifiée principalement pendant la deuxième moitié du XIIe siècle et classée, à l'exception du clocher, monument historique en 1910.
Elle est consacrée à Saint Grégoire, en l’occurrence Grégoire Ier dit le Grand, comme l'atteste une charte de 1085 de l’Abbaye de Saint Florent près de Saumur. Cette charte en latin transcrit le don fait à cette abbaye par un « Constantin le Gras, noble chevalier de Pons », qui avait fait construire l’église primitive consacrée à « Saint Grégoire, pape ».
Aux deux angles du fronton, en haut-relief, deux étranges sculptures représenteraient l’attaque d’un pèlerin de Saint-Jacques-de-Compostelle avec, à gauche, un pèlerin et, à droite, un brigand armé d’une hache.
L'ancien clocher, qui était situé au dessus de la croisée du transept, a été démoli en 1883. Il a été remplacé à la fin du XIXe siècle (1885 voire 1892) par un nouveau clocher, placé au nord de la nef.
Le mur sud de la nef est percé, sous deux arcs formerets, de deux ouvertures, l’une en forme de trèfle, l’autre en forme de lune.
La cloche de bronze, don de Jean de Brémond, seigneur de Tesson, daterait de 1583.
À l’intérieur, sur le mur est du transept, une plaque de marbre (100 cm x 50 cm) rappelle les bienfaits du marquis de Monconseil (1695-1782), la célébrité de la commune.

### La croix hosannière

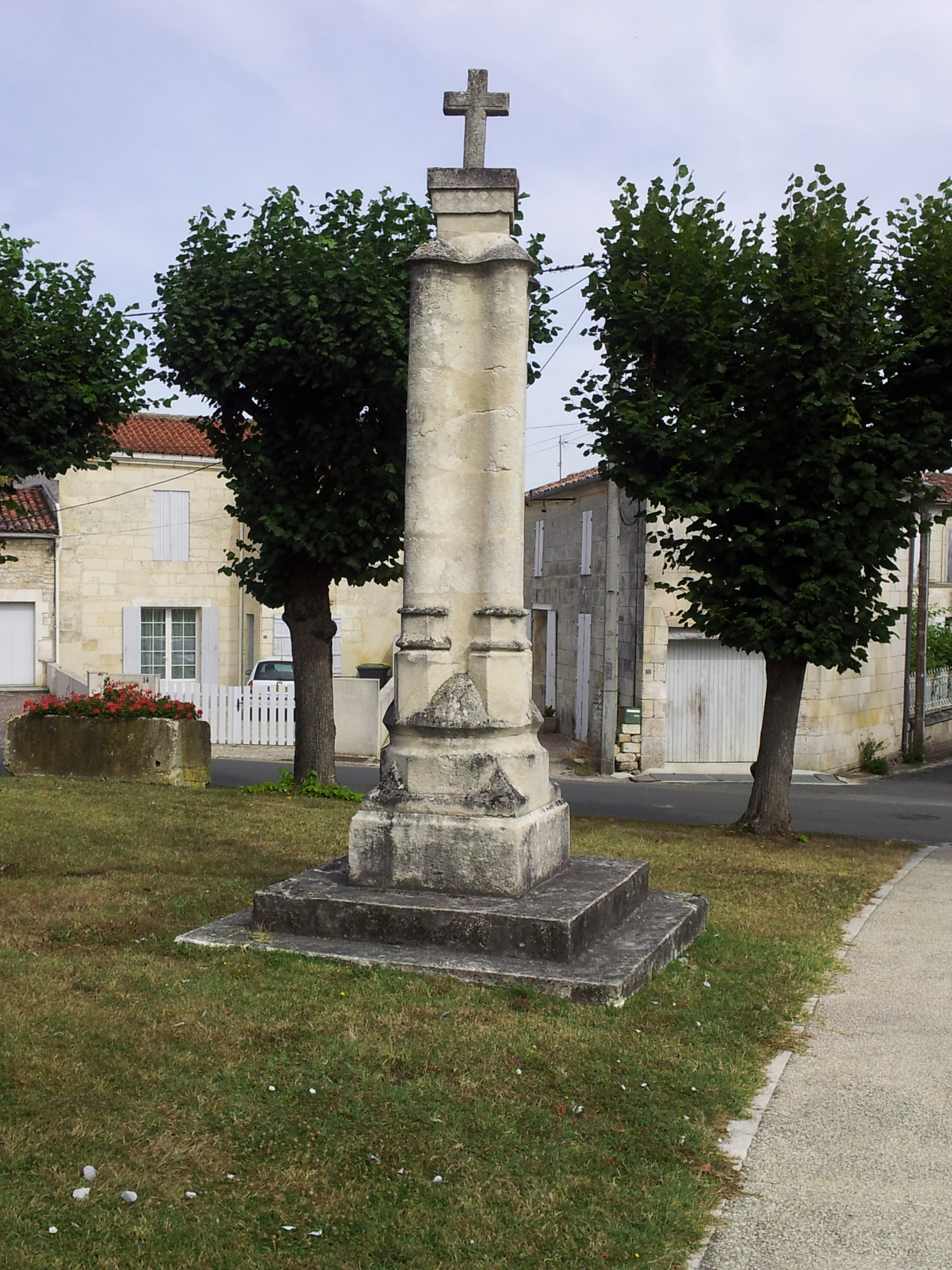
Croix hosannière.

À côté de l'église, à l’emplacement de l’entrée de l’ancien cimetière (dont toute autre trace a disparu), est implantée une croix hosannière du XVe siècle. Toute simple, cette petite croix en pierre repose sur un support à trois degrés ornés d’un motif géométrique, fixé sur une colonne quadrilobée et moulurée. À la base, un socle à deux niveaux soutient l’ensemble.
Les croix hosannières servaient notamment le dimanche des Rameaux, où l'on commémorait par une procession l'entrée du Christ à Jérusalem. Après lecture du passage de l’Évangile de saint Matthieu rapportant les faits, les fidèles passaient à tour de rôle devant la croix de pierre en jetant à ses pieds du buis béni en proclamant "Hosanna" (sauve-nous, je t'en prie en hébreu). Le buis béni était d'ailleurs aussi appelé hosanne dans les Charentes.

### La halle

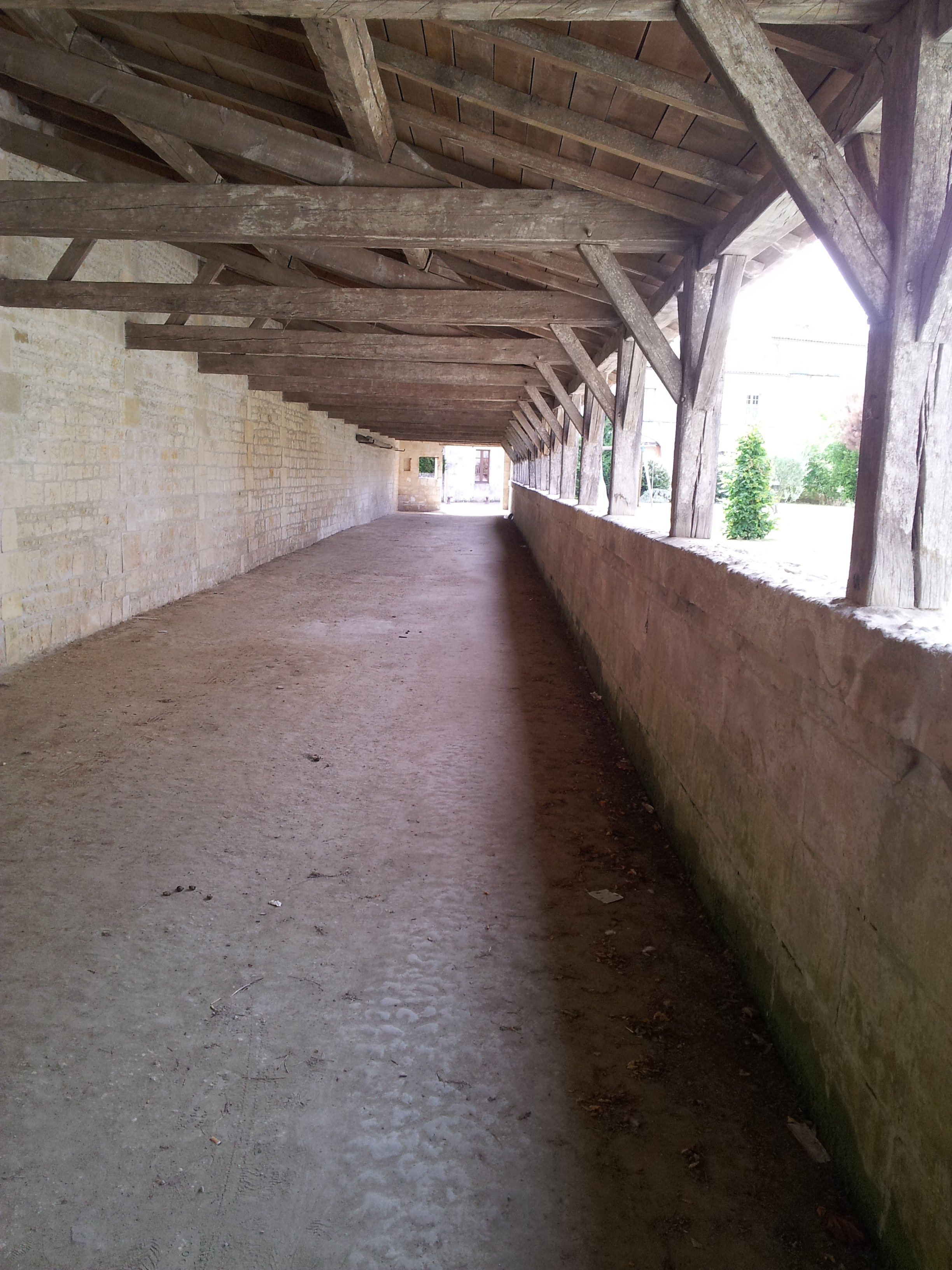
La halle de Tesson.

En 1773 le marquis de Monconseil (1695-1782), seigneur de Tesson, décide l’établissement de foires et marchés  en son village de Tesson. Il confie au charpentier Pierre Fabvre la construction d’une halle.
La halle existante actuellement est en forme de passage couvert reliant la route principale à la place de l’Église. Elle a le plus souvent été considérée comme la halle d’origine. Très bien conservée, c’est une galerie s’appuyant au sud sur un muret et au nord sur un mur, surmontée par une charpente en bois reposant sur une dizaine de piliers. Elle est recouverte de tuiles canal.
Jusqu’au début des années 1960, une foire mensuelle s’y tenait encore le quatrième lundi de chaque mois ; elle demeure utilisée lors de la brocante annuelle (en juin), organisée par le foyer rural de la commune.
Toutefois, le plan cadastral dit « napoléonien » de Tesson (datant de 1826), accessible sur un site du Conseil départemental de Charente maritime dédié aux archives en ligne tend à montrer que la halle de Tesson, construite en 1773 sur décision et par bienfaisance du grand homme de la commune ne peut être celle visible actuellement.
Si l’on repère bien sur ce plan de 1826 les contours de l’ancien hospice (ou maison de charité; cf. ci-après), construit également par le marquis de Monconseil, l’emplacement actuel de la halle est constitué de parcelles de terres, vierges de toute construction. La halle d'origine, d'après un registre paroissial, semble avoir été démontée puis reconstruite près du château de Tesson, au lieudit La Ménanderie. La halle actuelle aurait été érigée au milieu du XIXe siècle, probablement lors de l’édification de la maison à laquelle elle est adossée.

### Ancien hospice
Des vestiges de cet hospice, fermé et abandonné pendant la Révolution française, sont devenus les bâtiments qui sont au sud de la Halle de Tesson au 24 de l’avenue Saint-Grégoire. Ils sont séparés de cette avenue par un petit jardin attenant.
Édifié en 1777 à l’extrémité de l’allée conduisant au château, cet hospice était une maison de charité construite par le marquis Étienne Guinot de Monconseil pour les pauvres malades de ses quatre paroisses. Il avait assuré une rente annuelle de 1 000 livres aux religieuses de la Sagesse pour les soins à y donner. Pour un total évalué à 17 000 livres dans une convention passée avec la congrégation de la Sagesse (approuvée par lettres patentes de Louis XVI en novembre 1776), il finança, outre la construction, le mobilier, le linge, le matériel médical pour quatre lits, l’hospice en contenant seize. Les sœurs étaient aussi chargées de l’éducation religieuse et de  l’instruction des enfants.

### L'ancien château de Tesson
Au lieu-dit "le château" de la commune, il n’existe plus de château proprement dit mais il en subsiste de nombreuses traces.
En fait, deux châteaux ont précédé à cet endroit la demeure bourgeoise à deux niveaux, construite vers 1920, située dans l’axe de l’allée bordée d’arbres qui la relie à l’église du bourg.
Jusque vers 1735, s’y trouvait un logis noble flanqué de tours dont les substructions profondes ont été retrouvées et démolies en 1914.
Mais en 1735, le marquis de Monconseil dont Tesson était le centre de son marquisat tout récemment créé (1729), entreprit la construction d’un château plus vaste, dans le style de l’époque et  reflétant davantage ses titres et sa fortune. Le nouveau château de Tesson, considéré à l’époque comme l’un des plus magnifiques de la région, se composait de trois pavillons à un étage reliés entre eux par des corps de logis un peu en retrait.
Le pavillon central, plus important, était couvert d'une toiture "en dôme"; sa pièce centrale était un vaste salon qui occupait toute la hauteur, selon le modèle dit à l'Italienne. Le rez-de-chaussée comportait deux vastes cheminées et une galerie circulaire entourait ce salon au niveau du premier étage, auquel on accédait par un escalier de pierre à double révolution. Au nord se trouvait la cour d’honneur et au sud fut créé et planté un parc à la française fermé de murs. A l’est et à l’ouest se trouvaient deux cours latérales entourées de divers bâtiments d’habitation ou de servitude. Ceux de la cour de l’ouest abritaient la cuisine, la chapelle, les laiteries. Ceux de la cour de l’est comprenaient entre autres des remises et les écuries ainsi qu’à l’angle extérieur le plus proche du château (partie appelée dans le passé le « petit château ») des logements et appartements pour notamment l’aumônier, le secrétaire et le personnel de maison.
Le domaine fut percé de trois avenues : la première conduit toujours en droite ligne (1,5 km environ) à l’église au centre du bourg ; la seconde allait vers Rioux et la troisième vers Pons. Elles avaient leur carrefour devant une large douve en hémicycle bordée de balustres  que franchissait un pont de pierre (éléments toujours visibles) conduisant à la cour d’honneur.
On connaît assez bien le mobilier grâce à l'inventaire établi en 1782 après le décès de Monconseil  par le notaire saintais Bironneau  qui se trouvait être le précédent secrétaire et toujours ami du marquis. Il fait état dans les chambres de lits dits à l'Impériale ou à la Duchesse, l'un couvert de satin broché couleur jonquille, des meubles, des tapisseries, des portières, des tableaux dont, comme personnages représentés, un Louis XV, un Grand Dauphin, un David triomphant et un Louis XIV dans le salon Bleu près de la salle à manger, et quatre paysages. Pour autant, le marquis s’étant retiré dans quelques pièces seulement, de nombreuses autres n’étaient plus que des débarras ou abritaient des meubles très ordinaires.
À la mort du marquis, son gendre, le comte de la Tour du Pin (marié avec sa fille aînée), qui avait un commandement en Saintonge puis, à partir de 1787, pour toutes les provinces de Poitou, d’Aunis et de Saintonge, fit de nombreux et longs séjours au château de Tesson (il portait d’ailleurs le titre de vicomte de Tesson). « Il y faisait toutes ses affaires publiques, y recevait beaucoup de monde » et avait « considérablement augmenté et embelli le mobilier ». Député de la noblesse de Saintonge aux Etats Généraux, il le quitta en 1789.
Pendant la Terreur, le château, placé sous scellés, vit le petit-fils de Monconseil, Frédéric Séraphin, être caché au péril de sa vie par l’ancien maître d’hôtel du marquis, Grégoire Baudry. Le mobilier fut ensuite vendu aux enchères et le château saccagé et pillé. En 1797, Frédéric Séraphin, rentré d’émigration (notamment aux États-Unis), constata que les portes étaient souvent sans serrures, les murs sans boiseries et les cuisines sans fourneaux.
Le château qui continuait à se délabrer (toitures également) passa ensuite (1837) à l’arrière-petit-fils du Marquis de Monconseil, Aymar de la Tour du Pin, qui se résolut vers 1857 à faire abattre le logis. Le domaine  fut ensuite revendu et/ou partagé à plusieurs reprises. Le site du château et une partie du domaine (à l’ouest) finirent d’ailleurs par être rachetés avant la Première Guerre mondiale par des descendants de Grégoire Baudry. C’est cette famille qui fit édifier la demeure que l’on voit actuellement à l’emplacement de l’ancien pavillon central.
A l’est, dans les anciennes dépendances, se situe le domaine viticole dit « Château Guynot ». On y trouve une cave voûtée du château datant du XVIIIe siècle. Dans la partie des vestiges de l’ancien parc rattachée à ce domaine on peut aussi y voir une glacière dont le marquis avait découvert l’utilité à Versailles (boissons rafraîchies, sorbets et conservation des aliments) ; elle servit aussi à la médecine (maison de charité du bourg). Les remises à voitures et la haute grange symétrique seraient également de cette époque.

### Le souci de Chadennes
Souci est la manière dont on appelait une dépression ou cavité naturelle d’origine karstique qui draine et absorbe les eaux de pluie. Le souci de Chadennes s’ouvre au nord du bourg, après le lieu-dit Chadennes, à l’ouest de la route de Saintes. L’entonnoir du souci, de près de 10 mètres de diamètre, donne accès à des galeries souterraines.
Cette curiosité a donné naissance à une légende qui met en scène un seigneur de Tesson amoureux de la châtelaine de Rioux qui disparut noyée dans la Charente le jour de leurs noces. Et son corps ne fut pas retrouvé. Ayant recours, contre une bourse pleine d'or, aux services de la sorcière de Chadennes pour retrouver sa bien-aimée, il descendit dans le gouffre, muni par elle de deux noix qui étaient censées, lorsqu’elles étaient frappées l’une contre l’autre, produire une vive clarté pour le protéger de tout danger. Selon la sorcière, c'était une entrée des enfers. A une certaine profondeur, il entendit son épouse l’appeler et elle le suivit. Mais c’était en fait un vampire. Utilisant ses deux noix magiques, il réussit à éblouir le monstre qui se réfugia dans les profondeurs du souci. Le seigneur de Tesson fit alors jeter des rochers dans le souci pour empêcher les imprudents d'aller jusqu'aux enfers. Ce qui rend compte du fait qu'on ne peut plus descendre désormais aussi loin, même si l'on est spéléologue, dans le souci.